# Zebrzydowice, Rybnik
Zebrzydowice (tiếng Đức: Seibersdorf) là một quận của Rybnik, Silesian Voivodeship, miền nam Ba Lan. Vào ngày 31 tháng 12 năm 2013, quận có 3.150 cư dân.

## Lịch sử
Trước thế kỷ 17, ngôi làng thuộc về gia đình Zebrzydowski.
Sau Thế chiến I ở Thượng Silesia plebiscite, 332 trong số 380 cử tri ở Zebrzydowice đã bỏ phiếu ủng hộ việc gia nhập Ba Lan, chống lại 47 người chọn ở lại Đức. Năm 1922, nó trở thành một phần của Silesian Voivodeship, Cộng hòa Ba Lan thứ hai. Sau đó nó bị Đức Quốc xã thôn tính vào đầu Thế chiến II. Sau chiến tranh, nó đã được khôi phục lại Ba Lan. Nó đã được hợp nhất với Rybnik vào năm 1973.